# Alice im Wunderland (Anime)
Alice im Wunderland (jap. ふしぎの国のアリス, Fushigi no kuni no Arisu) ist eine japanische Animeserie aus dem Jahr 1983. Sie umfasst 52 Episoden und basiert auf dem gleichnamigen Kinderbuch von Lewis Carroll aus dem Jahr 1865 sowie auf dessen Fortsetzung Alice hinter den Spiegeln.

## Handlung
Die kleine Alice folgt einem großen, weißen Kaninchen in ein Erdloch und landet bald darauf in einer Welt voller phantastischer Dinge und merkwürdigen Bewohnern – dem Wunderland. In jeder Folge findet sich Alice nun im Wunderland wieder, wo sie spannende und kuriose Abenteuer erlebt. Dabei bleibt unklar, ob Alice die Abenteuer nur träumt oder tatsächlich erlebt.

## Figuren
Alice
Alice ist ein kleines Mädchen mit blauen Augen und hüftlangen, orangen Haaren. Sie trägt einen roten Hut mit langer Hutschleife und ein rotes Kleid mit weißer Schürze. Sie trägt außerdem weiße Strumpfhosen und schwarze Schuhe mit Schnallen. Alice ist ein verträumtes und nachdenkliches Kind mit viel Fantasie. Sie gerät in der realen Welt öfter mit ihrer Familie und ihrem Hauslehrer in Schwierigkeiten, weil sie Anweisungen und/oder Argumente leicht missversteht. Daraufhin flüchtet sie sich ins Wunderland. Dort kann Alice den Bewohnern mit ihren Ratschlägen und Ideen oft weiterhelfen.
Benny Bunny
Benny Bunny ist ein kleines, weißes Kaninchen mit roter Latzhose, das Alice stets ins Wunderland begleitet. Er wurde eigens für die Anime-Serie erdacht, in den Romanvorlagen von Lewis Carroll kommt er nicht vor. Im Gegensatz zur realen Welt kann er im Wunderland sprechen. Benny ist der Neffe des Großen Weißen Kaninchens und kommt mit den meisten Bewohnern des Wunderlandes gut aus.
Das Große Weiße Kaninchen
Das Große Weiße Kaninchen ist der Sekretär und Zeitansager am Hof der Herzkönigin. Es trägt ein grünes Knopfhemd, darüber eine braune Weste mit hohem, weißen Stehkragen und eine blaue Fliege. Es ist immer in Eile und blickt deshalb ständig auf seine goldene Taschenuhr. Mit seinem nervösen Auftreten und ständigen Ermahnungen zur Pünktlichkeit sorgt das Große Weiße Kaninchen immer wieder (ungewollt) für Chaos.
Die Grinsekatze
Die Grinsekatze ist eine pummelige, orange und gelb gestreifte Katze. Wie der Name bereits sagt, grinst sie ständig. Sie kann sich außerdem unsichtbar machen, bis nur noch ihr Grinsen zu sehen ist. Sowohl Alice als auch einige Bewohner des Wunderlandes meiden die Grinsekatze in Problemsituationen lieber, weil sie entweder Unsinn erzählt oder mit ihren gehässigen Kommentaren Öl ins Feuer gießt.
Tweedledee und Tweedledum
Sie sind eineiige Zwillinge mit schütteren, dünnen Haaren. Beide tragen blaue Latzhosen und beigefarbene Hemden mit feinen, dunklen Querstreifen. Ihre Kappen sind rot und blau längsgestreift und haben kleine Propeller. Die Zwillinge streiten viel miteinander und Alice muss ihnen dann aushelfen.
Die Herzkönigin
Die Herzkönigin ist die Königin des Wunderlandes. Sie ist korpulent, etwas kleiner als Alice und sie trägt eine goldgelbe Krone mit roten Herzen darauf. Ihre braunen Haare verdeckt sie mit einem weißen Schleier, der bis zu den Schultern reicht. Während ihr Mann, der Herzkönig, eher gutmütig ist, neigt sie zu Jähzorn und Willkür. Immer wieder droht sie damit, andere köpfen zu lassen, unter anderem auch Alice. In einer späteren Episode erfährt man jedoch, dass sie diese Drohungen noch kein einziges Mal hat wahr werden lassen.
Humpty Dumpty
Humpty Dumpty ist ein Ei, das auf einer Mauer wohnt. Es trägt einen blauen Anzug mit hohem weißen Stehkragen und einen gelben Schlips. Eines Tages fällt Humpty Dumpty von seiner Mauer, kann jedoch dank Alice und seinem besten und wohl auch einzigen Freund, dem Herzkönig, im letzten Moment gerettet werden.
Der Jabberwocky
Ein Drache, der eine Burg auf einer Klippe bewohnt, über der immer schwarze Gewitterwolken hängen. Er hat eine orangefarbene Mähne, silberne Hörner und kleine, lilafarbene Fledermausflügel. Außerdem trägt er eine schwarzbraune Weste. Der Jabberwocky singt gerne und behütet sein Beet mit blauen Blumen, um das er sich kümmert. Er ist äußerst aufbrausend und wird von den Wunderlandbewohnern gefürchtet. Trotzdem lässt er sich von Alice manchmal zu Hilfeleistungen bewegen.
Die kleine blaue Raupe
Die Raupe namens Absolem lebt auf einem großen Pilz, welcher denjenigen, der von ihm ein Stück isst, nach Bedarf größer oder kleiner werden lässt. Sie ist hilfsbereit und hat für Alice immer einen Rat. Vermutlich ist sie der klügste Bewohner im Wunderland, und sie ist sich dessen auch voll und ganz bewusst.
Der verrückte Hutmacher
Feiert eine nie enden wollende Teeparty mit seinen Freunden, dem Märzhasen und der Maus. Auch für Nicht-Geburtstags-Feiern ist das Trio stets zu begeistern, wobei die stets müde und verschlafene Maus des Öfteren in der Teetasse des Märzhasen ein Nickerchen hält.

## Episodenliste
Die Schreibung der Episodentitel orientiert sich an der Orthografie der zu Beginn der Folgen eingeblendeten Schriftzüge.
| Folge | Titel                              | Japanische Erstausstrahlung | Deutsche Erstausstrahlung |
| ----- | ---------------------------------- | --------------------------- | ------------------------- |
| 1     | Das Kaninchen aus dem Hut          | 10. Oktober 1983            | 7. Oktober 1984           |
| 2     | Der Fall ins Kaninchenloch         | 17. Oktober 1983            | 14. Oktober 1984          |
| 3     | Der Tränensee                      | 24. Oktober 1983            | 21. Oktober 1984          |
| 4     | Das Klüngelrennen                  | 31. Oktober 1983            | 28. Oktober 1984          |
| 5     | Das Haus des weißen Kaninchens     | 7. November 1983            | 4. November 1984          |
| 6     | Das Ei auf der Mauer               | 14. November 1983           | 11. November 1984         |
| 7     | Das große Hundebaby                | 21. November 1983           | 18. November 1984         |
| 8     | Der Wald ohne Namen                | 28. November 1983           | 25. November 1984         |
| 9     | Die räuberischen Krähen            | 5. Dezember 1983            | 2. Dezember 1984          |
| 10    | Der Rat der blauen Raupe           | 12. Dezember 1983           | 9. Dezember 1984          |
| 11    | Wo sind die Taubeneier?            | 19. Dezember 1983           | 16. Dezember 1984         |
| 12    | Schweinepfeffer                    | 26. Dezember 1983           | 23. Dezember 1984         |
| 13    | Tweedledee und Tweedledum          | 9. Januar 1984              | 30. Dezember 1984         |
| 14    | Der Löwe und das Einhorn           | 16. Januar 1984             | 6. Januar 1985            |
| 15    | Das Fest der Herzkönigin           | 23. Januar 1984             | 13. Januar 1985           |
| 16    | Die Grinsekatze                    | 30. Januar 1984             | 20. Januar 1985           |
| 17    | Die Befreiung der Austern          | 6. Februar 1984             | 27. Januar 1985           |
| 18    | Der Hummertanz                     | 13. Februar 1984            | 3. Februar 1985           |
| 19    | Die Teegesellschaft des Hutmachers | 20. Februar 1984            | 10. Februar 1985          |
| 20    | So ein Zirkus!                     | 27. Februar 1984            | 17. Februar 1985          |
| 21    | Wer hat die Törtchen gestohlen?    | 5. März 1984                | 24. Februar 1985          |
| 22    | Die falsche Suppenschildkröte      | 12. März 1984               | 3. März 1985              |
| 23    | Ebbe in der Schloßkasse            | 19. März 1984               | 10. März 1985             |
| 24    | Benny Bunny ist verschwunden       | 26. März 1984               | 17. März 1985             |
| 25    | Das beleidigte Gemüse              | 2. April 1984               | 24. März 1985             |
| 26    | Das Haus hinter dem Spiegel        | 9. April 1984               | 31. März 1985             |
| 27    | Der Ausflug der Herzkönigin        | 16. April 1984              | 6. Juli 1989              |
| 28    | Das schüchterne Entlein            | 23. April 1984              | 10. Juli 1989             |
| 29    | Der große Waschtag                 | 30. April 1984              | 11. Juli 1989             |
| 30    | Das Traumschaf                     | 7. Mai 1984                 | 23. August 1989           |
| 31    | Ausgerechnet die Dawsons!          | 14. Mai 1984                | 13. Juli 1989             |
| 32    | Das weiße Kaninchen zieht aus      | 21. Mai 1984                | 17. Juli 1989             |
| 33    | Eine merkwürdige Reisegesellschaft | 28. Mai 1984                | 18. Juli 1989             |
| 34    | Benny und die Schraubmäuse         | 4. Juni 1984                | 19. Juli 1989             |
| 35    | Wettermann und Wetterfrau          | 11. Juni 1984               | 20. Juli 1989             |
| 36    | Die verärgerten Känguruhs          | 18. Juni 1984               | 24. Juli 1989             |
| 37    | Die Ballonfahrt                    | 25. Juni 1984               | 25. Juli 1989             |
| 38    | Das Wolkenland                     | 2. Juli 1984                | 26. Juli 1989             |
| 39    | Ein unangenehmer Gast              | 9. Juli 1984                | 27. Juli 1989             |
| 40    | Der kleine Flötenspieler           | 16. Juli 1984               | 31. Juli 1989             |
| 41    | Die Honigelefanten                 | 23. Juli 1984               | 1. August 1989            |
| 42    | Little Bill hat sich verliebt      | 30. Juli 1984               | 5. September 1989         |
| 43    | Die Perle der Weisheit             | 6. August 1984              | 12. September 1989        |
| 44    | Ein Wichtelmann für alle Fälle     | 13. August 1984             | 7. August 1989            |
| 45    | Das Familienfoto                   | 20. August 1984             | 8. August 1989            |
| 46    | Der Zaubertrunk                    | 27. August 1984             | 9. August 1989            |
| 47    | Die verschwundene Lichterfee       | 3. September 1984           | 10. August 1989           |
| 48    | Viele bunte Bonbons                | 10. September 1984          | 14. August 1989           |
| 49    | Der Nicht-Geburtstag               | 17. September 1984          | 16. August 1989           |
| 50    | Das Schimpansenkind                | 24. September 1984          | 21. August 1989           |
| 51    | Der Kampf der Ritter               | 1. Oktober 1984             | 22. August 1989           |
| 52    | Königin Alice                      | 8. Oktober 1984             | 19. September 1989        |

## Synchronisation
| Rolle                         | Japanischer Sprecher (Seiyū) | Deutscher Sprecher                                                                                           |
| ----------------------------- | ---------------------------- | --- |
| Alice                         | Tarako Isono                 | Madeleine Stolze                                                                                             |
| Benny Bunny                   | Masako Nozawa                | Inez Günther                                                                                                 |
| Das Große Weiße Kaninchen     | Ken'ichi Ogata               | Manfred Lichtenfeld                                                                                          |
| Die Grinsekatze               | Issei Futamata               | Gernot Duda                                                                                                  |
| Humpty Dumpty                 | Shouzou Iizuka               | Mogens von Gadow (1. Stimme) Michael Habeck (2. Stimme) Hannes Gromball (3. Stimme) Ilja Richter (4. Stimme) |
| Die Herzkönigin               | Noriko Uemura                | Marianne Wischmann                                                                                           |
| Der Herzkönig                 |                              | Bruno W. Pantel                                                                                              |
| Der Herzbube                  |                              | Oliver Grimm                                                                                                 |
| Die Herzogin                  |                              | Hannelore Schroth (1. Stimme) Mady Rahl (2. Stimme)                                                          |
| Die Köchin                    |                              | Ruth Küllenberg                                                                                              |
| Little Bill                   |                              | Ulf-Jürgen Wagner                                                                                            |
| Die Weiße Schachkönigin       |                              | Monika John                                                                                                  |
| Der Weiße Schachkönig         |                              | Franz Rudnick                                                                                                |
| Der Jabberwocky               |                              | Donald Arthur                                                                                                |
| Die kleine blaue Raupe        |                              | Kurt Zips |
| Der verrückte Hutmacher       |                              | Leo Bardischewski                                                                                            |
| Der Marchhare (Märzhase)      |                              | Peter Capell                                                                                                 |
| Tweedledee                    |                              | Pierre Peters-Arnolds                                                                                        |
| Tweedledum                    |                              | Tonio von der Meden                                                                                          |
| Walross                       |                              | Michael Rüth                                                                                                 |
| Die falsche Suppenschildkröte |                              | Leon Rainer                                                                                                  |
| Celia (Schwester von Alice)   | Kumiko Mizukura              | Alexandra Mink                                                                                               |
| Mutter von Alice              | Yoshiko Matsuo               | Inge Solbrig-Combrinck                                                                                       |
| Vater von Alice               | Akio Nojima                  | Alexander Allerson                                                                                           |
| Erzählerin                    |                              | Viktoria Brams                                                                                               |

Für die deutsche Version war Andrea Wagner (Dialogbuch und Regie) verantwortlich. Das Titellied wurde für die deutschsprachige Synchronfassung von Erika Bruhn alias Lady Lily gesungen.

## Comics
Auf Grundlage der Fernsehserie erschienen von 1984 bis 1986 beim Bastei Verlag unter dem Titel Alice im Wunderland eine 38-bändige Comicserie sowie Alben und Taschenbücher. Die Zeichnungen stammten abwechselnd vom spanischen Studio Interpubli und vom Münchner Atelier Roche. André Roche realisierte außerdem sämtliche dazugehörigen Titelbilder.